# Colegio Sagrado Corazón (Segovia)
El Colegio Sagrado Corazón es un edificio situado en Segovia, que albergó hasta 2011 la institución educativa homónima regida por la Congregación de las Hijas de Jesús.

## Historia
El origen del edificio se encuentra en las casas agrupadas alrededor de la conocida como Sinagoga de los Ibáñez. De esta edificación religiosa se conservan algunos restos descubiertos en la década de 1990.
Posteriormente estas casas pasaron al familia Ibáñez, quienes posteriormente dieron nombre a al sinagoga. En 1831 nacería en la parte noreste de la manzana, el militar Arsenio Martínez de Campos. Por entonces esa parte de casas pertenecía a su familia.
A finales del siglo XIX, las Hijas de Jesús adquirieron el edificio para que albergara el colegio de niñas que habían fundado tras su establecimiento en Segovia en 1889. En la década de 1920 emprendieron una reforma de las casas iniciales y construyeron una edificación de nueva planta al sureste en que se insertó una nueva capilla. En esta capilla se celebra anualmente la ceremonia conocida como Mil Albricias, en honor de la Inmaculada Concepción y en fechas cercanas a su fiesta. Esta ceremonia es uno de los signos de identidad de los colegios de la Congregación de las Hijas de Jesús.
Hacia 1980 las Hijas de Jesús encargaron al arquitecto y fraile dominico Francisco Coello de Portugal la ampliación del colegio aprovechando el desnivel hacia el sur.
En 2011 el colegio cesó en su actividad. Ese mismo año la plazuela de San Geroteo en que se sitúa el colegio fue renombrada como plazuela de la Madre Cándida.

## Descripción
En la actualidad el edificio está formado por tres núcleos de estructuras perfectamente integrados entre sí y que ocupan la totalidad de la manzana.
El primer núcleo se encuentra al noroeste y está formado por las edificaciones que fueron propiedad de los Martínez Campos y en las que se encuentran los restos de la Sinagoga de los Ibáñez.
El segundo se encuentra al sureste del anterior y está formado por la edificación construida en la década de 1920 en la que sobresale la capilla que ocupa la primera planta. En este núcleo se encuentra la portada principal del colegio coronada, en forma de arco de medio punto. Sobre esta puerta se sitúa una roseta de piedra en que se muestra en monograma IHS rodeado de rayos. La portada está coronada por una espadaña formada por tres vanos de igual tamaño en forma de arco.
La capilla que se situaba en la primera planta de esta parte del edificio, es de una nave única. En su interior presenta un estilo de gusto gótico, con bóvedas nervadas. En el presbiterio de dispone un retablo de gusto ecléctico de tres calles, en la central se encuentra una imagen de Jesús mostrando su Sagrado Corazón y sobre un orbe en el que aparece una banda dorada con la inscripción "Reinaré en España".  Al lado del Evangelio se dispone un importante púlpito y los huecos de las ventanas se encuentran decorados con importantes vidrieras multicolores mostrando diversos santos en medallones ovalados y rodeados de decoración de gusto barroquizante.
El tercer núcleo no es visible desde la plazuela de la Madre Cándida (desde donde se accede a los dos núcleos descritos anteriormente), ya que se dispone en la vertiente sur de la manzana y bajo los núcleos anteriores, aprovechando el desnivel del terreno. Este conjunto corresponde al construido según diseño de Fray Francisco Coello en la década de 1980.

### Individuales
1. ↑  «El ‘Mil Albricias’ llenó de ex-alumnos la capilla del colegio de las Jesuitinas». El Adelantado de Segovia. 2009.
2. ↑  «El origen de Mil Albricias». Hijas de Jesús. 8 de diciembre de 2017. Consultado el 12 de enero de 2024.
3. ↑  «El colegio Jesuitinas cerrará sus puertas en 2011 tras 122 años de vida educativa». El Adelantado de Segovia. 18 de marzo de 2010.
4. ↑  «Las "Jesuitinas", 150 años de servicio a la iglesia y a la sociedad». COPE. 19 de enero de 2021.
5. ↑  «En manos de la madre Juliana». El Día de Segovia. 20 de junio de 2018.
6. ↑  Segovia 247. «Colegio Madres Jesuitinas. Plazuela Madre Cándida en Segovia 31/5/2011».